# نیروگاه هسته‌ای کالینین
نیروگاه هسته‌ای کالینین (به لاتین: Kalinin Nuclear Power Plant) یک نیروگاه هسته‌ای در روسیه است که در استان تور واقع شده‌است.